# Antirrhea phasiane
Antirrhea phasiane är en fjärilsart som beskrevs av Butler 1870. Antirrhea phasiane ingår i släktet Antirrhea och familjen praktfjärilar. Inga underarter finns listade i Catalogue of Life.